# Frederic Magnus de Leiningen-Dagsburg-Hartenburg
Frederic Magnus de Leiningen-Dagsburg-Hartenburg (en alemany Friedrich Magnus von Leiningen-Dagsburg-Hartenburg) va néixer a Worms (Alemanya) el 27 de març de 1703 i va morir a Durkheim el 28 d'agost de 1756. Era fill del comte de Leiningen Joan Frederic (1661-1722) i de la princesa Caterina de Baden-Durlach (1677-1746).

## Matrimoni i fills
El 23 de novembre de 1723 es va casar a Durkheim amb la comtessa Anna Cristina de Wurmbrand-Stuppach (1698-1763), filla de Joan Guillem de Wurmbrand-Stuppach (1670-1750) i de Susanna de Prosing (1673-1700). El matrimoni va tenir cinc fills:
- Carles Frederic (1724-1807), casat amb Cristiana Guillemina de Solms-Rödelheim (1736-1803).
- Augusta, nascuda i morta el 1725.
- Enric Casimir (1726-1728)
- Carolina Polyxena (1728-1782)
- Sofia Guillemina (1729-1815)